# Koprabogár
A koprabogár (Trogoderma granarium) a rovarok (Insecta) osztályának a bogarak (Coleoptera) rendjébe, ezen belül a mindenevő bogarak (Polyphaga) alrendjébe és a porvafélék (Dermestidae) családjába tartozó faj.

## Előfordulása
A koprabogár őshazája India, azonban az ember akaratlan segítségével, manapság világszerte elterjedt és inváziós fajjá változott.

## Megjelenése
Ez a bogárfaj 2-3 milliméter hosszú, ovális alakú és sötétbarna színű.

## Életmódja
A koprabogár tápláléka elsősorban liszt, búza- és kukoricadara, továbbá rizs, szárított zöldség, orvosi székfű, földimogyoró, csokoládé és cukor. Főleg a lárva károsít; ürülékével és rágcsálékával szennyezi az anyagokat. A lakásba fertőzött élelmiszerekkel hurcoljuk be.

## Szaporodása
A nőstény petéit az élelmiszerekre rakja le. A 4 milliméter hosszú, világosbarna színű szőrös lárva a táplálékban fejlődik ki. A lárva a táplálék tetején, vagy a csomagolóanyagon alakul bábbá. Nem alakít ovális ovális gubót a rágcsalékból, hanem régi lárvabőrében bábozódik be. Teljes kifejlődéséhez a hőmérséklettől függően 1-5 hónapra van szüksége. A lárva a padló repedéseiben telel át.

## Irtása
Ha fertőzésre utaló jeleket észlelünk, az első teendőnk az, hogy gondosan takarítsuk ki az élelmiszertároló helyet. A koprabogár táplálékául szolgáló összes élelmiszert át kell vizsgálni. A fertőzött anyagokat jól záródó zacskóban gyűjtve dobjuk ki a szemétbe vagy égessük el. Különös gondot kell fordítani a padlózat réseinek és repedéseinek tisztán tartására, a porszívózására is. Rovarirtó szert fölösleges használni.